# Фахрије Евџен
Фахрије Евџен (тур. Fahriye Evcen); Солинген, Западна Немачка, 4. јун 1986) је турско-немачка глумица.

## Живот и каријера
У младости, док је била на одмору у Турској, учествовала је у програму Оје Ајдоган, који ју је упознао са продуцентом Ибрахимом Мертоглуом. Једна од њениһ првиһ истакнутих улога била је улога Неџле у ТВ серији Кад лишће пада. Њен први биоскопски деби био је филмом Небо, објављеним 2008. године, а исте године добила је главну улогу у филму Помрачење љубави. Касније је играла лик Фериде у ТВ серији Дневник љубави.

## Лични живот
Њена породица по мајци је черкеског порекла. Њена породица по оцу је турског порекла која је емигрирала из Кавале. 29. јуна 2017. удала се за глумца и модела Бурака Озчивита у Истанбулу. Њихов први син по имену Каран рођен је 13. априла 2019. Њихов други син по имену Керем рођен је 18. јануара 2023.

## Филмографија
| Улоге Фахрије Евџен |                         |               |                       |          |
| Година              | Српски назив            | Изворни назив | Улога                 | Напомена |
| 2014.               | Прогнани — Сејит и Шура |               | Мурвет „Мурка“        |          |
| 2013—2014.          | Дневник љубави          |               | Фериде                |          |
| 2006—2010.          | Кад лишће пада          |               | Неџла Текин Ајдиноглу |          |